# Alchemilla tenuifolia
Alchemilla tenuifolia é uma espécie de rosácea do gênero Alchemilla, pertencente à família Rosaceae.